# 1657
- Wikisource

| Calendário gregoriano                                                        | 1657 MDCLVII                         |
| Ab urbe condita                                                              | 2410                                 |
| Calendário arménio                                                           | 1106 – 1107                          |
| Calendário bahá'í                                                            | -187 – -186                          |
| Calendário budista                                                           | 2201                                 |
| Calendário chinês                                                            | 4353 – 4354 Início a 13 de fevereiro |
| Calendário copta                                                             | 1373 – 1374                          |
| Calendário etíope                                                            | 1649 – 1650                          |
| Calendários hindus - Vikram Samvat - Calendário nacional indiano - Cáli Iuga | 1712 – 1713 1578 – 1579 4757 – 4758  |
| Calendário Holoceno                                                          | 11657                                |
| Calendário islâmico                                                          | 1067 – 1068                          |
| Calendário judaico                                                           | 5417 – 5418                          |
| Calendário persa                                                             | 1035 – 1036                          |
| Calendário rúnico                                                            | 1907                                 |
| Calendário solar tailandês                                                   | 2200                                 |

1657 (MDCLVII, na numeração romana) foi um ano comum do século XVII do Calendário Gregoriano, da Era de Cristo, e a sua letra dominical foi G (52 semanas), teve início numa segunda-feira e terminou também numa segunda-feira.
| Ano completo                         |
| ------------------------------------ |
| Ano comum com início à segunda-feira |

## Eventos
- Martinho de Mascarenhas que foi o 3º Marquês de Gouveia, é nomeado Capitão-donatário das ilhas Flores e Corvo.
- É recebida em Angra a notícia da morte do rei D. João IV de Portugal, o qual falecera em Lisboa a 6 de Novembro do ano anterior.

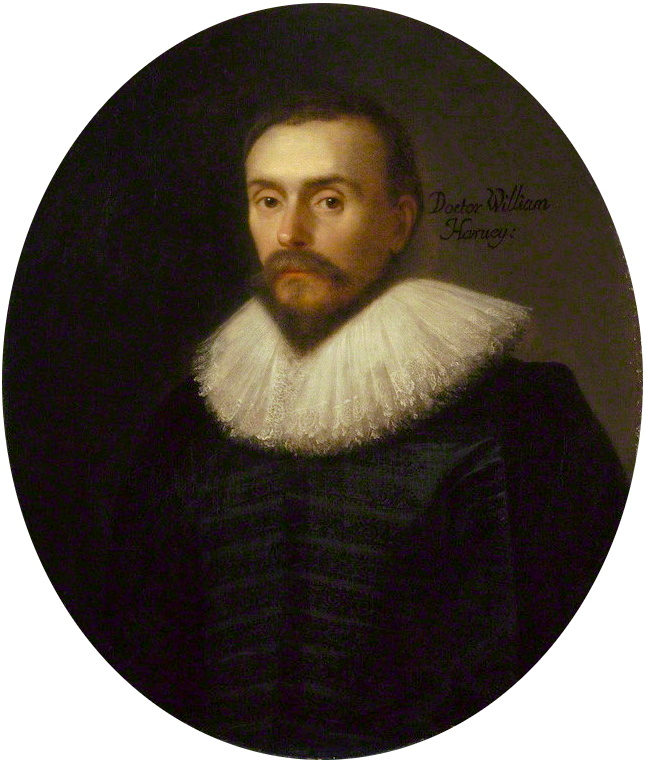
William Harvey, médico britânico, descobriu as características da circulação do sangue por acção do coração (1578-1657). Pintura de Daniel Mytens (1627).

### Agosto
- 16 de agosto - Fundação da cidade de São Roque - SP.

## Nascimentos
- Giuseppe Nasini, pintor italiano.

## Mortes
- 3 de junho - William Harvey, médico britânico (n. 1578.
- 16 de agosto - Bogdan Khmelnitsky, líder cossaco.
- julho - António Teles de Meneses, conde de Vila Pouca de Aguiar, militar português e um dos Quarenta Conjurados.